# محمدزهي
محمدزهي (بالفارسية: محمدزهی) هي قرية تقع في منطقة بولان في إيران. يقدر عدد سكانها بـ 587 نسمة بحسب إحصاء 2016.